# Vulgata Clementina

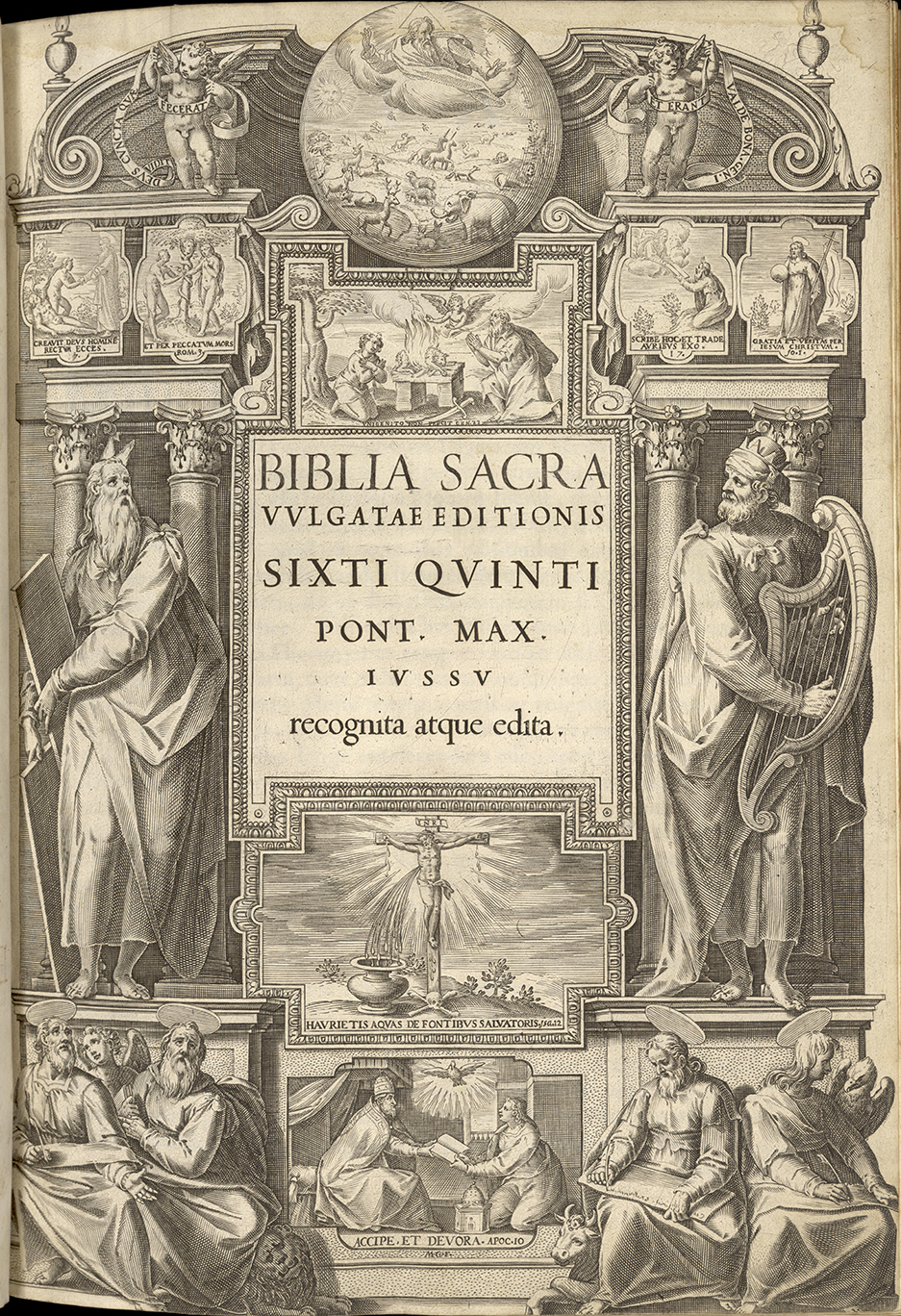
Frontispício da Vulgata Sixto-Clementina.

A Vulgata Clementina, também chamada de Vulgata Sixto-Clementina, é uma edição do texto bíblico elaborada no pontificado de Clemente VIII, com base numa revisão da Vulgata Latina, de Jerônimo. Foi a versão oficial usada na Igreja Católica desde 1592, data de sua promulgação, até 1979, quando foi sucedida pela Nova Vulgata. Foram impressos relativamente poucos volumes. De acordo com a encíclica Divino Afflante Spiritu, ela é completamente isenta de erros em relação à fé e aos costumes.

## História
Durante o Concílio de Trento, definiu-se que a Vulgata era a única versão latina autorizada da bíblia. Então, iniciou-se um processo para elaborar uma revisão do texto produzido por São Jerônimo. O Papa Sisto V publicou, em 1590, a Vulgata Sixtina, afirmando que esta era a "edição autêntica recomendada por Trento". Contudo, insatisfeito com o texto, que muitos na época acreditavam ser de baixa qualidade, o Colégio dos Cardeais, no dia 5 de setembro do mesmo ano, nove dias após a morte de Sisto V, ordenou a suspensão das vendas e o recolhimento do máximo de exemplares que fosse possível.
Após a eleição de Gregório XIV, foram abertas duas comissões pontifícias com o intuito de continuar a revisão textual. Contudo, tanto ele quanto seu sucessor, Inocêncio IX, morreram antes que o trabalho pudesse ser concluído. Com Clemente VIII, houve ordem para a devolução de todas as cópias da Vulgata Sixtina, e os trabalhos foram retomados, culminando com a publicação, em 1592, da Vulgata Clementina, com prefácio pelo Cardeal Roberto Belarmino.